# Kamila Skolimowska
Kamila Skolimowska, poljska atletinja, * 4. november 1982, Varšava, Poljska, † 18. februar 2009, Vila Real de Santo António, Portugalska.
Skolimowska je največji uspeh kariere dosegla z osvojitvijo naslova olimpijske prvakinje v metu kladiva na Poletnih olimpijskih igrah 2000 v Sydneyju, nastopila je tudi na olimpijskih igrah v letih 2004 in 2008. Na evropskih prvenstvih je osvojila srebrno medaljo leta 2002 in bronasto leta 2006. Svoj osebni rekord je postavila leta 2007 v Dohi s 76,83 metra. Leta 2009 je umrla ob pripravah poljske reprezentance na Portugalskem v starosti šestindvajset let.